# Ludwig Levin Jacobson
Ludwig Levin Jacobson (* 10. Januar 1783 in Kopenhagen; † 29. August 1843 ebenda) war ein dänischer Mediziner. 

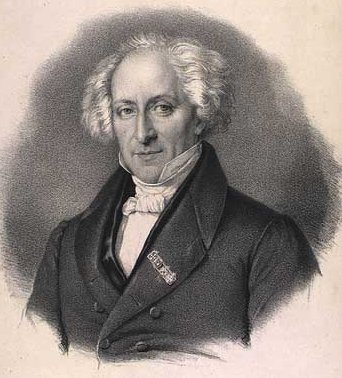
Ludwig Levin Jacobson

## Leben
Jacobson – ein Mitglied der jüdischen Glaubensgemeinschaft – besuchte zunächst ein deutsches Lyzeum in Stockholm. Er entschied sich jedoch für ein Studium der Medizin, das er an der Königlichen Chirurgischen Akademie in Kopenhagen absolvierte. 1804 wurde Jacobson zum C.B. und M.D. graduiert. 1806 war er Assistent und 1807 als Chemielehrer tätig. Von 1807 bis 1810 arbeitete er als Tutor an der Königlichen Veterinär- und Landwirtschaftsuniversität in Kopenhagen.
Beim britischen Angriff auf Kopenhagen im Jahr 1807 leistete Jacobson seinen Dienst als Militärarzt in einem Lazarett der Freimaurer-Loge. Nach der dänischen Kapitulation begannen seine intensiven anatomischen Forschungen, die ihm den Dienstgrad eines Regimentschirurg sowie ein königliches Stipendium für eine Forschungsreise durch die deutschen Staaten und Frankreich einbrachten. Während seines Aufenthaltes in Paris studierte er praktische Medizin und Chirurgie. Schließlich erlaubte ihm 1813 die dänische Regierung sogar, innerhalb der französischen Armee das medizinische Versorgungssystem kennenzulernen. Im Jahr 1814 – nach der Völkerschlacht vom Oktober 1813 – hielt sich Jacobson in einem Feldlazarett in Leipzig auf. Noch im selben Jahr kehrte er nach Dänemark zurück und erhielt die Ehrendoktorwürde für Medizin und Chirurgie der Christian-Albrechts-Universität zu Kiel – die Stadt gehörte zeitweilig zum dänischen Herrschaftsbereich. 1816 ernannte die Universität ihn zum Professor. Eine Professur an der Universität Kopenhagen war Jacobson unter der Bedingung einer Konversion zum christlichen Glauben angeboten worden, was von ihm jedoch abgelehnt wurde. An einem Treffen von Naturwissenschaftlern, das erstmals 1822 in Christiania veranstaltet wurde, durfte Jacobson wegen seiner jüdischen Abstammung nicht teilnehmen, weil seinerzeit Norwegen den Aufenthalt von Juden in ihrem Land nicht gestattete. In Dänemark war Jacobson ein königlicher Leibarzt. 1825 wurde er zum korrespondierenden Mitglied der Göttinger Akademie der Wissenschaften gewählt. und 1833 der Académie des sciences gewählt.

## Wirken
Jacobson machte mehrere anatomische und zoologische Entdeckungen, die nach ihm benannt sind:
- 1809 publizierte er die Entdeckung eines Vomeronasalorgans, das in der menschlichen Nase wie ein inkonstantes Rudiment eines entwicklungsgeschichtlich älteren Riechorgans noch vorhanden ist und das seither Jacobson-Organ genannt wird. Hierüber berichtete Georges Cuvier im Jahr 1811 in Annales du Muséum d'histoire naturelle unter dem Titel Description Anatomique d'un Organe Observé dans les Mammifères.
- Jacobson-Knorpel (Cartilago vomeronasalis)
- Jacobson-Anastomose (Anastomose zwischen Nervus tympanicus und Nervus petrosus)
- Jacobson-Plexus (Plexus tympanicus)
- Jacobson-Nerv (Nervus tympanicus)

Außerdem konstruierte er ein Instrument zur Lithotritie (Methodus lithoclastica), einer Methode zum Zermalmen von Blasensteinen. Das Instrument wurde von Guillaume Dupuytren weiterentwickelt.

## Ehrungen
- Um 1811: Silberne Medaille der Dänischen Gesellschaft der Wissenschaften für die Entdeckung des Vomeronasalorgans.
- 1829: Ernennung zum Ritter des Dannebrog-Ordens.
- 1833: Verleihung des Prix Monthyon für seine Nierenforschungen an Vögeln und Reptilien.
- 1836: Silbermedaille des Dannebrog-Ordens und Ehrenmitglied in der Königlichen Medizinischen Gesellschaft von Dänemark.

## Publikationen (Auswahl)
- Undersògelser over den Steensen'ske Næsekirtel hos Pattedyr og Fugle. Kopenhagen 1813.
- Nyreportaaresystemet hos Fisk, Padder og Krybdyr. Kopenhagen 1813; 2. Auflage: 1821.
- Die Okenschen Körper oder die Primordialnieren. Ein Beitrag zur Entwickelungsgeschichte des Embryons. Selbstverlag, Kopenhagen 1830.
- Primordialnyrerne. Kopenhagen 1830.
- Primordialkraniet Kopenhagen 1842.